# Gzuz
Gzuz, właściwie Kristoffer Jonas Klauß (ur. 29 czerwca 1988 w Hamburgu) – niemiecki raper i producent muzyczny pochodzący z Hamburga. Członek zespołu hip-hopowego 187 Strassenbande oraz duetu tworzonego wspólnie z raperem o pseudonimie Bonez MC.

## Życiorys
Po rozwodzie rodziców Klauss zamieszkał razem ze swoją siostrą i matką w Hamburgu. Podczas dorastania w okolicach St. Pauli, tamtejszy sposób życia zafascynował go i był prekursorem jego muzycznej kariery. Podczas odsiadywania kary więzienia za rabunek i napaść w 2010 r., 187 StrassenBande zorganizowała trasę solidarnościową, sprzedając koszulki z napisem „Free Gzuz” i wzywając do wcześniejszego uwolnienia Klaussa.
Po zwolnieniu z więzienia wziął udział w Aufstand -Tour. W maju 2014 r. wydał album z jednym z członków 187 Strassenbande, Bonezem MC. Debiutujący wolumin znalazł się na 9. miejscu Niemieckiej Listy przebojów, umożliwiając odniesienie Gzuzowi komercyjnej kariery.
Trzeci album 187 Strassenbande został wydany 30 stycznia 2015 r. i zajął drugie miejsce na niemieckich listach przebojów, podobnie jak pierwszy solowy album Jonasa Ebbe & Flut, który ukazał się w tym samym roku i otrzymał status złotej płyty.
25 maja 2018 r. ukazał się jego drugi solowy album Wolke 7, dzięki któremu osiągnął pierwsze miejsce na Niemieckich listach przebojów i drugi status złotej płyty. Trzeci solowy album o auto referencyjnej nazwie Gzuz wydany został 14 lutego 2020 r..
14 stycznia 2022 r. pojawił się jego czwarty solowy album Große Freiheit.
Gzuz jest ojcem dwóch córek.

## Dyskografia
| Rok  | Tytuł           | Wytwórnia                          |
| ---- | --------------- | ---------------------------------- |
| 2015 | Ebbe & Flut     | Auf!Keinen!Fall!                   |
| 2018 | Wolke 7         | 187 Strassenbande                  |
| 2020 | Gzuz            | 187 Strassenbande, Universal Music |
| 2022 | Große Freiheit  | 187 Strassenbande, Universal Music |
| 2024 | Freitag der 13. | 187 Strassenbande, Chapter ONE     |